# رمس-مور (ناحیه)
رمس-مور نام یک ناحیه در مرکز ایالت بادن-وورتمبرگ در کشور آلمان است. از شمال جهت عقربهٔ ساعت، این ناحیه با ناحیه‌های هیلبرون، شووابیش هال،
اوستالبکریس، گوپینگن، اسلینگن، ناحیه-شهر آزاد اشتوتگارت و ناحیه لودویگسبورگ همسایه است.

## تاریخچه
ناحیهٔ رمس-مور (به آلمانی:Rems-Murr Kreis) در سال ۱۹۷۳ تشکیل شد، هنگامی که ناحیهٔ وایبلینگن با نواحی بسیاری از ناحیهٔ باکنانگ و تعدادی از نواحی ناحیه شووابیش گموند
ادغام شد.

## جغرافیا
بزرگترین قسمت این ناحیه در کوهستان سووابین-فرانکونین (به انگلیسی:Swabian-franconnian) قرار گرفته است. این ناحیه نام خود را از دو رود رمس و مور گرفته است.

## نشان
| هر ناحیه در آلمان، دارای یک نشان یا علامت مخصوص است. در نشان ناحیهٔ رمس مور، یک شاخ گوزن در میان آن است که سمبل ایالت سابق آن وورتمبرگ است. دو خط موجی شکل آبی رنگ در بالا و پایین نشان، سمبل دو رود مور (در شمال ناحیه) و رمس (در جنوب ناحیه) است که نام این دو رود بر این ناحیه گذاشته شده است. |

## شهرها و شهرک‌ها
| شهرها                                                                                  | نواحی اداری                                                                | شهرک‌ها | |
| -------------------------------------------------------------------------------------- | -------------------------------------------------------------------------- | --- | --- |
| 1. باکنانگ 2. فلباخ 3. مورهارت 4. شورندورف 5. وایبلینگن 6. وینشتات 7. ولزهیم 8. وینندن | 1. باکنانگ 2. پلودرهاوزن-اورباخ 3. شورندورف 4. سولزباخ 5. ولزهیم 6. وینندن | 1. آلفدورف 2. آلمرزباخ ایم تال 3. آلتهوته 4. آسپاخ 5. آینوالد 6. برگلن 7. بورگشتتن 8. گروبرلاخ 9. کایزرباخ 10. کرنن 11. کیرشبرگ آن در مور 12. کورب | 1. لیوتنباخ 2. اوپنویلر 3. پلودرهاوزن 4. رمسهالدن 5. رودرسبرگ 6. شووایخیم 7. اسپیلبرگ 8. سولزباخ آن در مور 9. اورباخ 10. ویساخ ایم تال 11. وینترباخ |